# Plage de Poé
La Plage de Poé ou plus simplement Poé (Pöwé ou Pöè en langue Kanak), est un quartier détaché de Bourail, une plage, et l'un des principaux lieux touristiques de Nouvelle-Calédonie. 

## Lagon
Son lagon est considéré comme le plus beau de la Grande Terre. C'est une plage de 17 km de sable blanc. Malgré la présence d'algues au bord, la variété des poissons et la couleur magnifique du lagon fait qu'il est inscrit depuis 2008 au patrimoine mondial de l'UNESCO Patrimoine mondial (2008, au titre des Lagons de Nouvelle-Calédonie : diversité récifale et écosystèmes associés). Des bateaux à fond de verre peuvent emmener les visiteurs sur le lagon. Les marées sont importantes et le niveau de l'eau est parfois si bas que l'on aperçoit les platiers de coraux. De nombreux coquillages (notamment de bénitiers) sont ramenés sur la plage par la mer. Plusieurs îlots se situent dans le lagon de Poé : 
- îlot Shark
- îlot Kouenra
- îlot Méjénot
- îlot Korragan
- îlot Meecie
- îlot Kia

Lagon de Poé
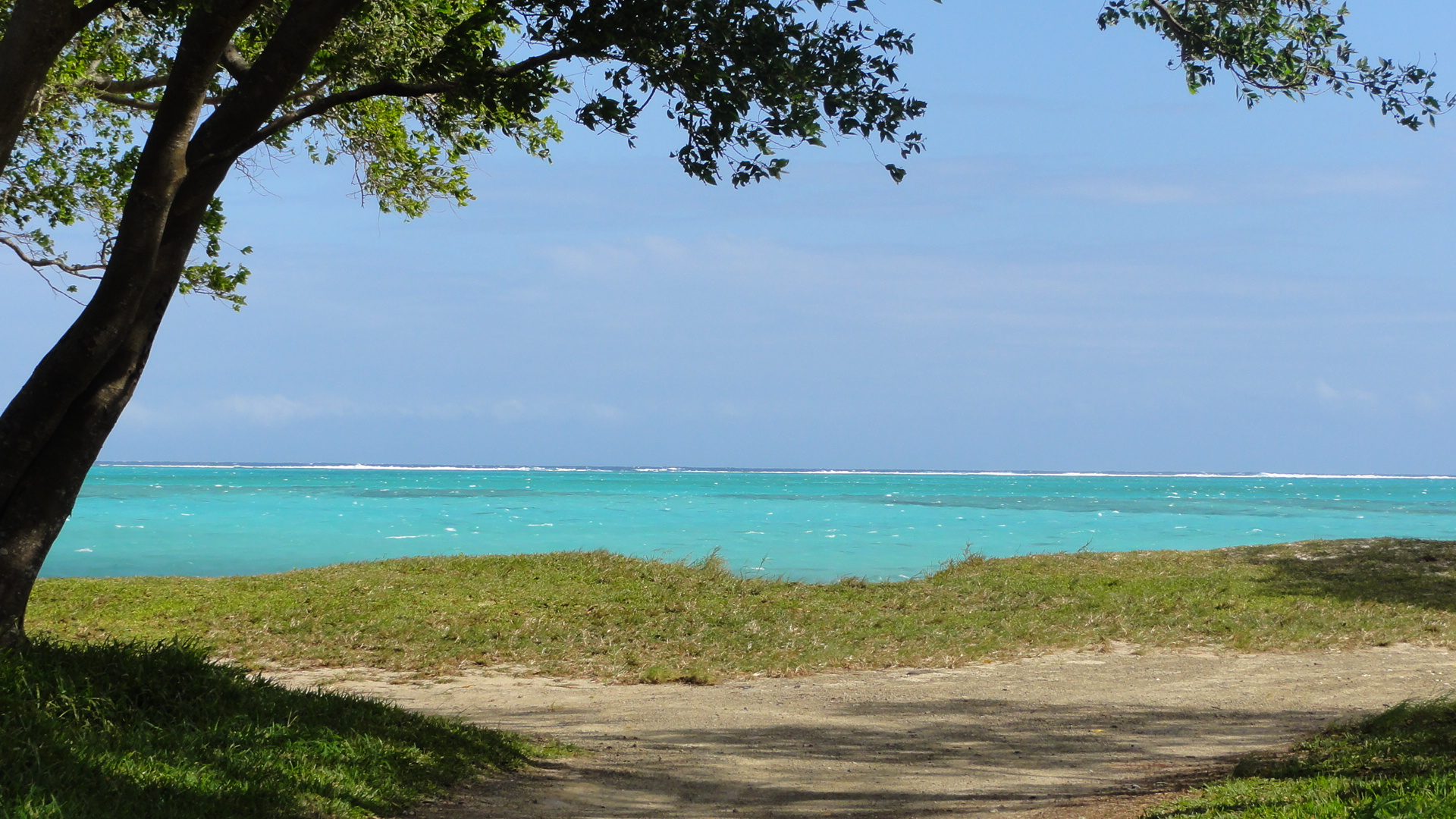
Lagon de Poé à marée haute
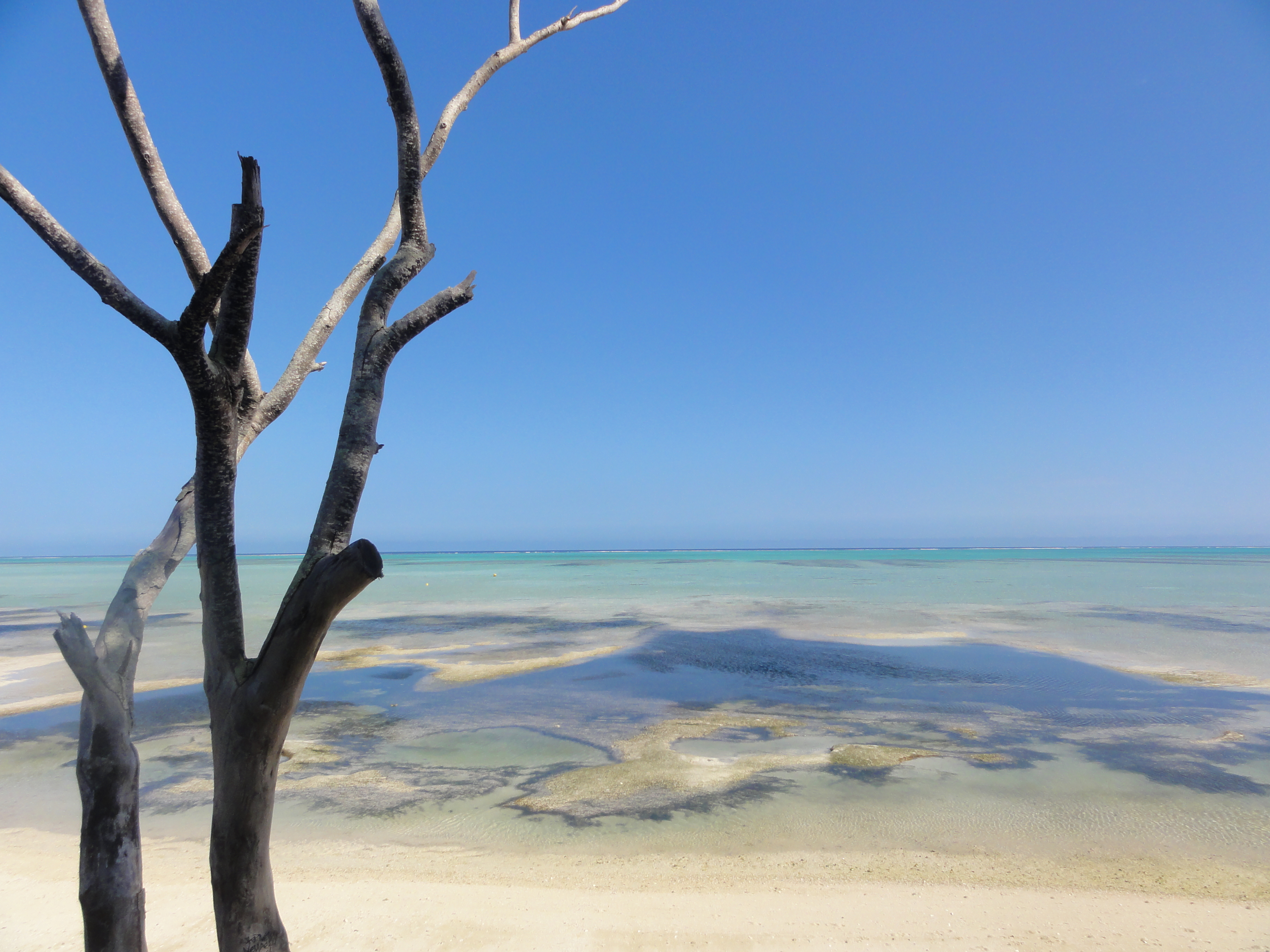
Lagon de Poé à marée basse
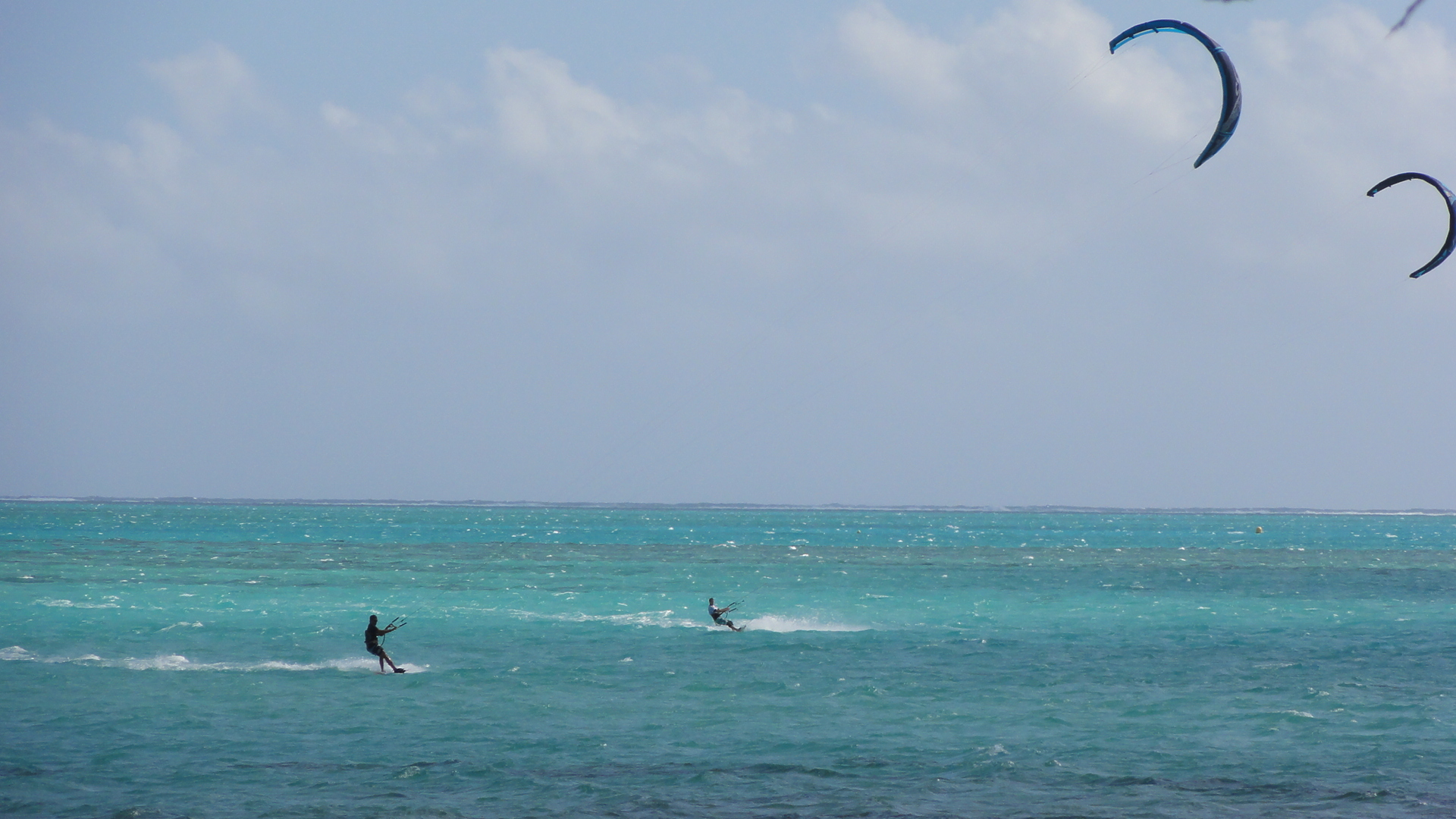
Kitesurfeurs sur le lagon

### Faille de Poé
La Faille de Poé ou Passe de Poé ou encore Chenal de l'îlot Shark, saignée très étroite dans le récif et le lagon, est située au Nord de la baie de Bourail. D'une profondeur moyenne d'environ 20 m, cet ancien lit de rivière constitue un petit canyon parcouru par de violents courants et est fréquenté par de nombreux requins ainsi que par des espèces pélagiques. L’îlot Shark se trouve dans cette passe reliant le lagon au récif. Son nom vient de la présence de requins près de l'îlot.

## Quartier habité
On y trouve une école de kitesurf, un snack-bar, un camping, des locations de  kayak de mer, il y a aussi la « Mutuelle des fonctionnaires » et des habitations. Auparavant, il y avait un hôtel, le « Poé Beach Resort » mais qui a fermé en 2005. Le C.A.P. (Centre d'Accueil Permanent de Poé) se situe de l'autre côté du Creek salé, il accueille des classes des écoles de Bourail pour organiser des « Classes de mer » (à l'instar des classes vertes). 
Il y a aussi un petit aérodrome sur la route venant de Gouaro. Il fut créé pendant la Seconde Guerre mondiale par les Alliés lorsque la Nouvelle-Calédonie servait de base militaire. 
Des activités en ULM et une école de parachutisme permettent d'apprécier un lagon exceptionnel sous un angle inédit. 

Quartier de Poé
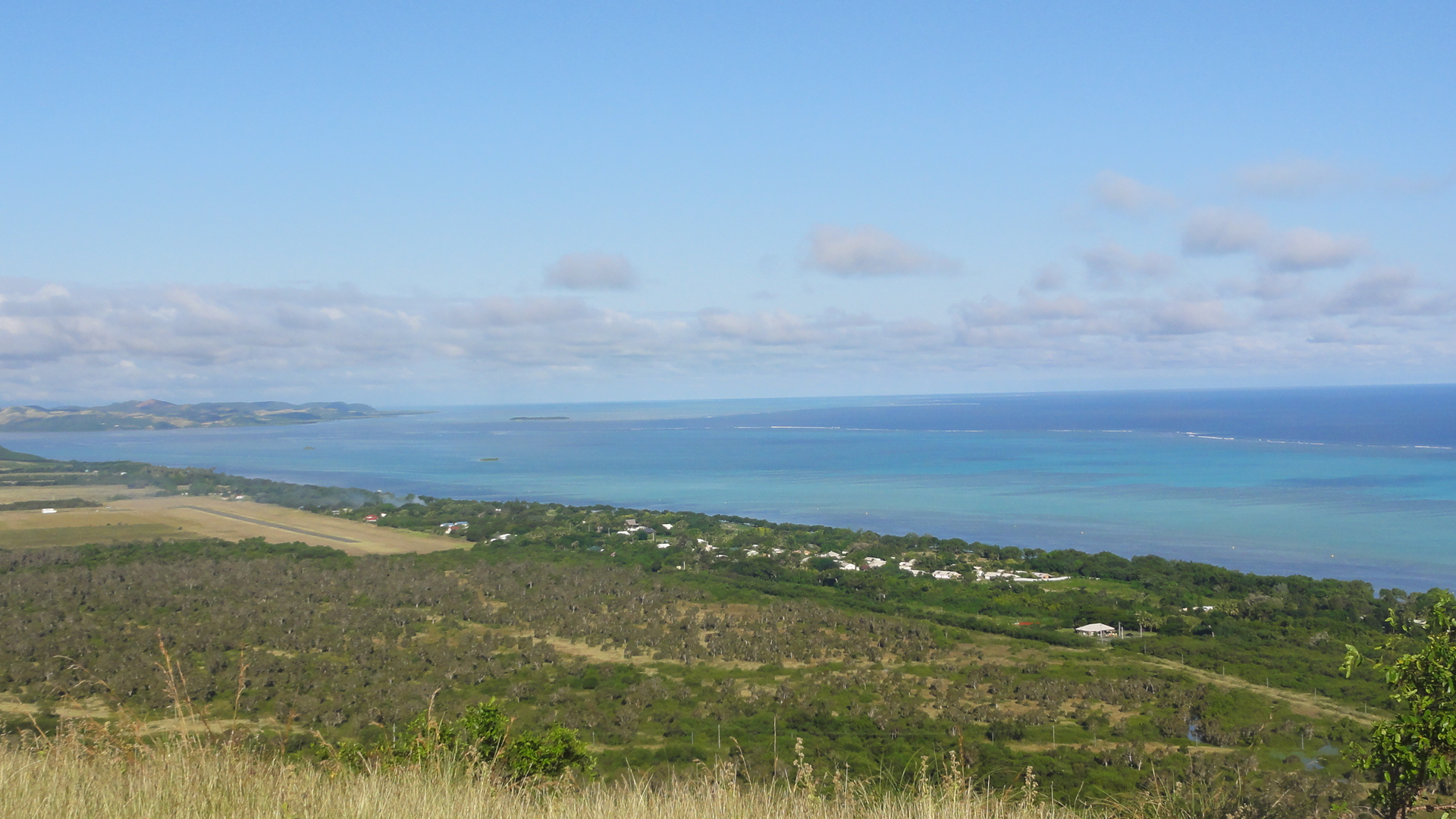
Vue sur le quartier de Poé
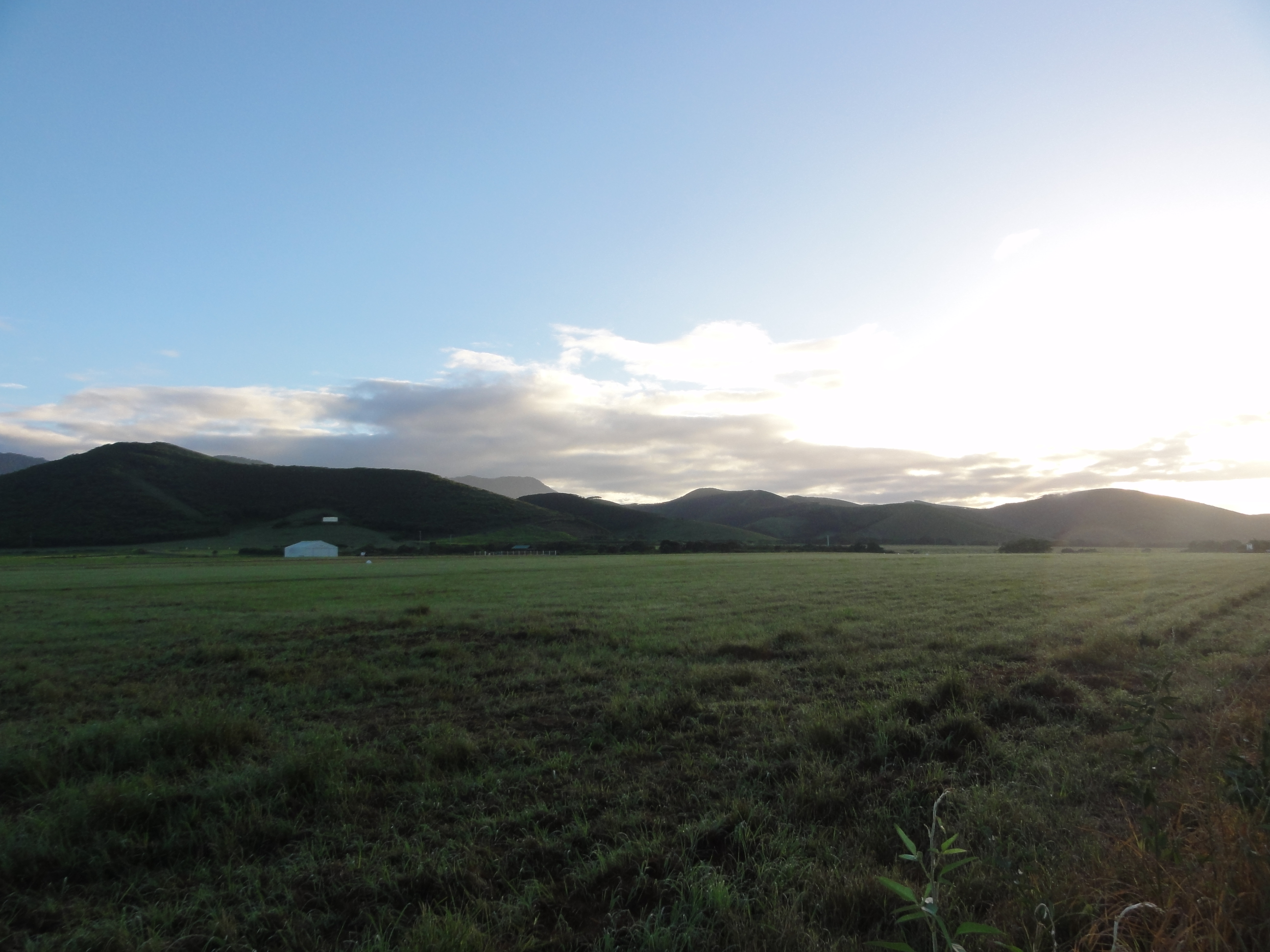
Aérodrome de Poé

## Creek salé
Le Creek salé est une petite rivière qui se jette dans la mer et qui marque la fin du quartier et le début de Gouaro Deva. L'eau saumâtre du ruisseau peut masquer des requins qui le remontent et aussi des poissons qui viennent pondre dans la mangrove, qui est une véritable nurserie. Il y a aussi des nids de guêpes noires dans les palétuviers. L'emplacement de la source du Creek salé n'a pas été localisé précisément.

Le Creek salé
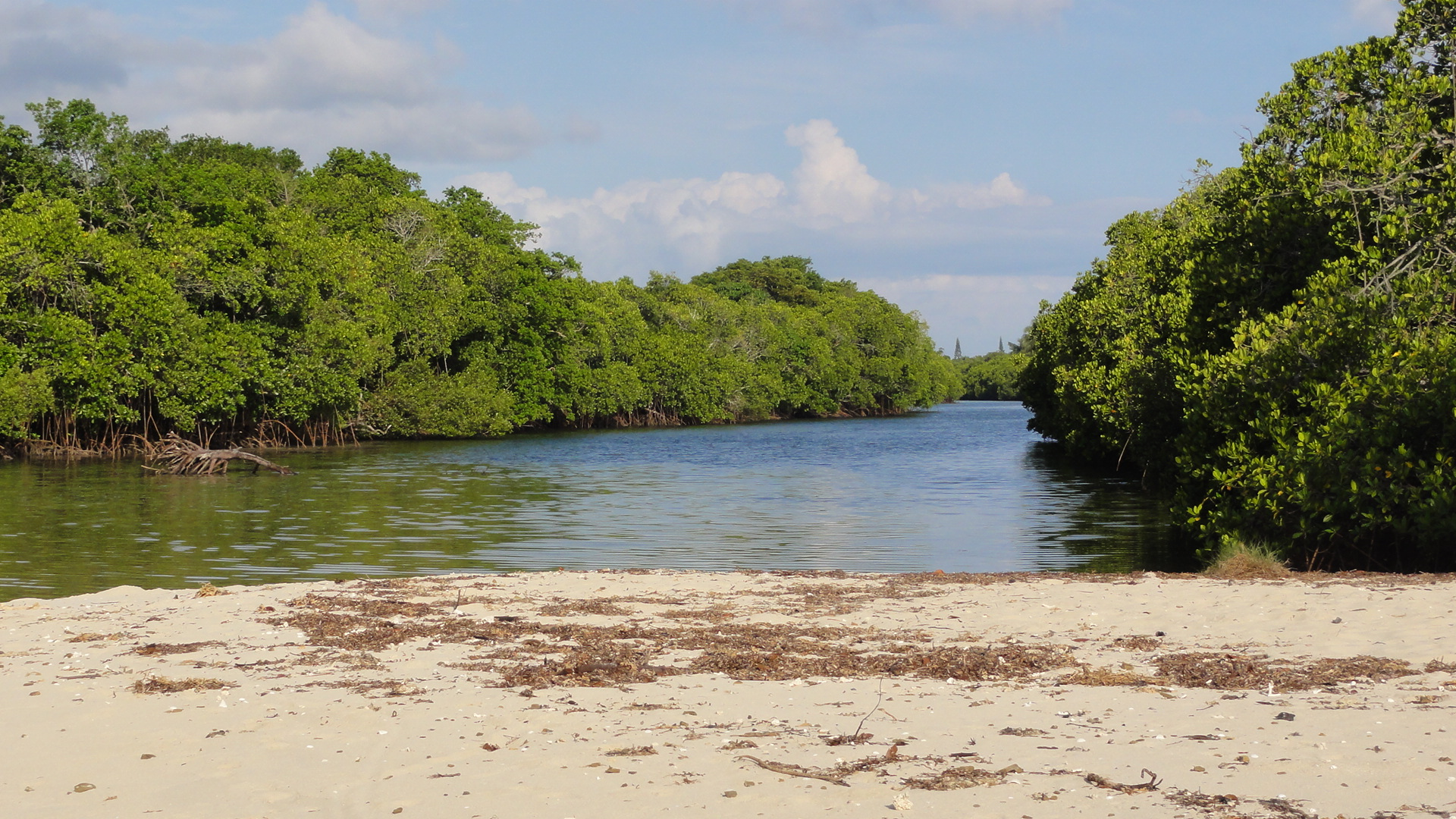
Le Creek Salé
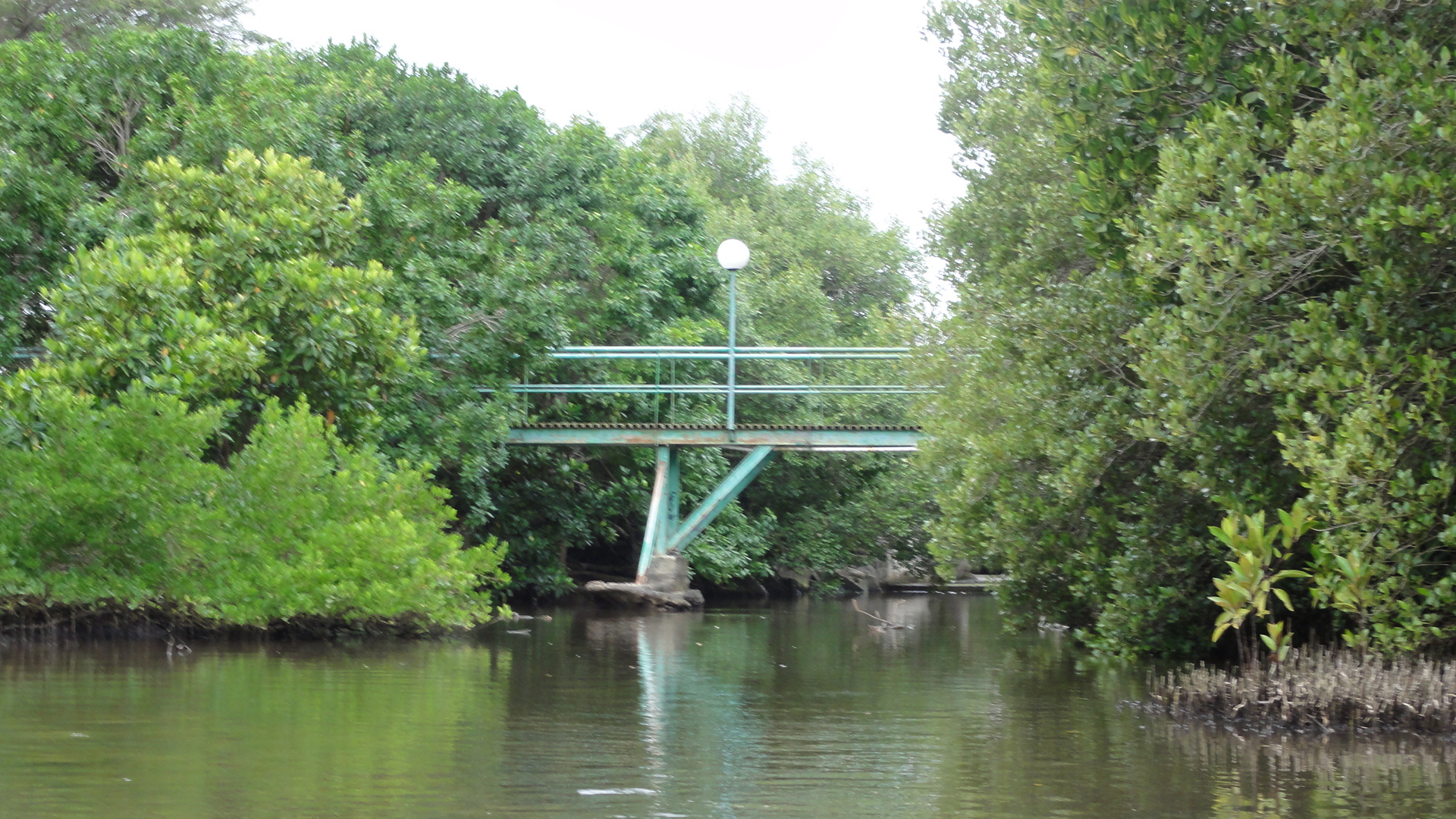
Pont au-dessus du Creek Salé
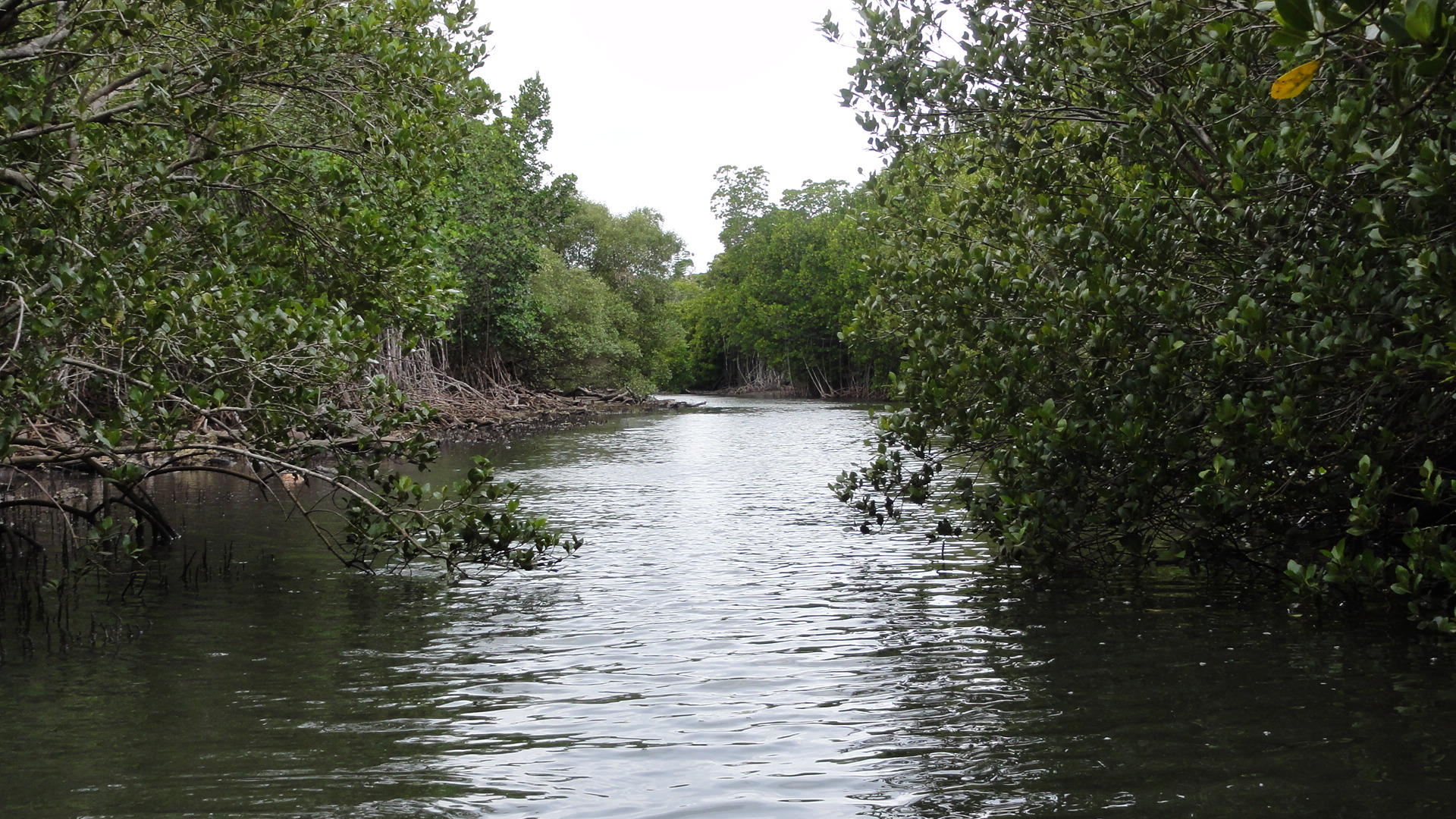
Mangrove sur les côtés du Creek Salé